# Zajazd pod duchem
Zajazd pod duchem (ang. The Innkeepers) − amerykański horror z 2011 roku w reżyserii Ti Westa, z Sarą Paxton i Kelly McGillis w rolach głównych. Zdjęcia kręcono w Torrington w stanie Connecticut.
Premiera filmu odbyła się w marcu 2011 roku podczas festiwalu South by Southwest w Austin.

## Obsada
- Sara Paxton − Claire
- Pat Healy − Luke
- Kelly McGillis − Leanne Rease-Jones
- Alison Bartlett − Gayle, wściekła matka
- Lena Dunham − Barista

## Nagrody i wyróżnienia
- 2011, Toronto After Dark Film Festival:
  - Nagroda Specjalna w kategorii najstraszniejszy film (wybór fanów) (uhonorowany: Ti West)
- 2011, Screamfest Horror Film Festival:
  - nagroda Festival Trophy w kategorii najlepsza muzyka (Jeff Grace)
- 2013, Fangoria Chainsaw Awards:
  - III miejsce w walce o nagrodę Chainsaw za najlepszą muzykę (Jeff Grace)